# Losheim (Hellenthal)
Losheim ist ein Ortsteil der Gemeinde Hellenthal im Kreis Euskirchen, Nordrhein-Westfalen.

## Geschichte
Seit dem 19. Jahrhundert gehörte Losheim zur Gemeinde Manderfeld im Kreis Malmedy. Als Teil dieses Kreises fiel Losheim 1919 zunächst an Belgien, kehrte aber aufgrund von Nachverhandlungen zum 1. Oktober 1921 ins Deutsche Reich zurück und bildete seitdem eine eigene Gemeinde im Kreis Schleiden. Vom 1. April 1949 bis zum 28. August 1958 gehörte das Gemeindegebiet zu Belgien (Näheres hier), bis es auf der Basis des deutsch-belgischen Grenzvertrages von 1956 zu Deutschland und zum Kreis Schleiden zurückkehrte. Im Kreis Schleiden gehörte die Gemeinde Losheim zum Amt Hellenthal.
Zum 1. Juli 1969 wurde Losheim nach Hellenthal eingemeindet.
An der Grenze zu Belgien befindet sich das Ardenner Cultur Boulevard. Es besteht aus drei verschiedenen, ganzjährigen Ausstellungen: einer Weihnachtskrippenausstellung (ArsKRIPPANA), einer Puppenausstellung (ArsFIGURA) sowie einer Modelleisenbahnausstellung (ArsTECNICA).

## Wappen
| Wappen der früheren Gemeinde Losheim/Eifel | Blasonierung: „In Rot ein goldener (gelber) Balken belegt mit sieben aneinandergereihten roten Rauten (Wecken).“                                                                                               |
| Wappen der früheren Gemeinde Losheim/Eifel | Wappenbegründung: Das Wappen wurde 1967 vom nordrhein-westfälischen Innenminister verliehen. Es ist abgeleitet vom Wappen der früheren Landesherren, die Grafen von Virneburg und die Grafen von Manderscheid. |

## Kulturdenkmäler

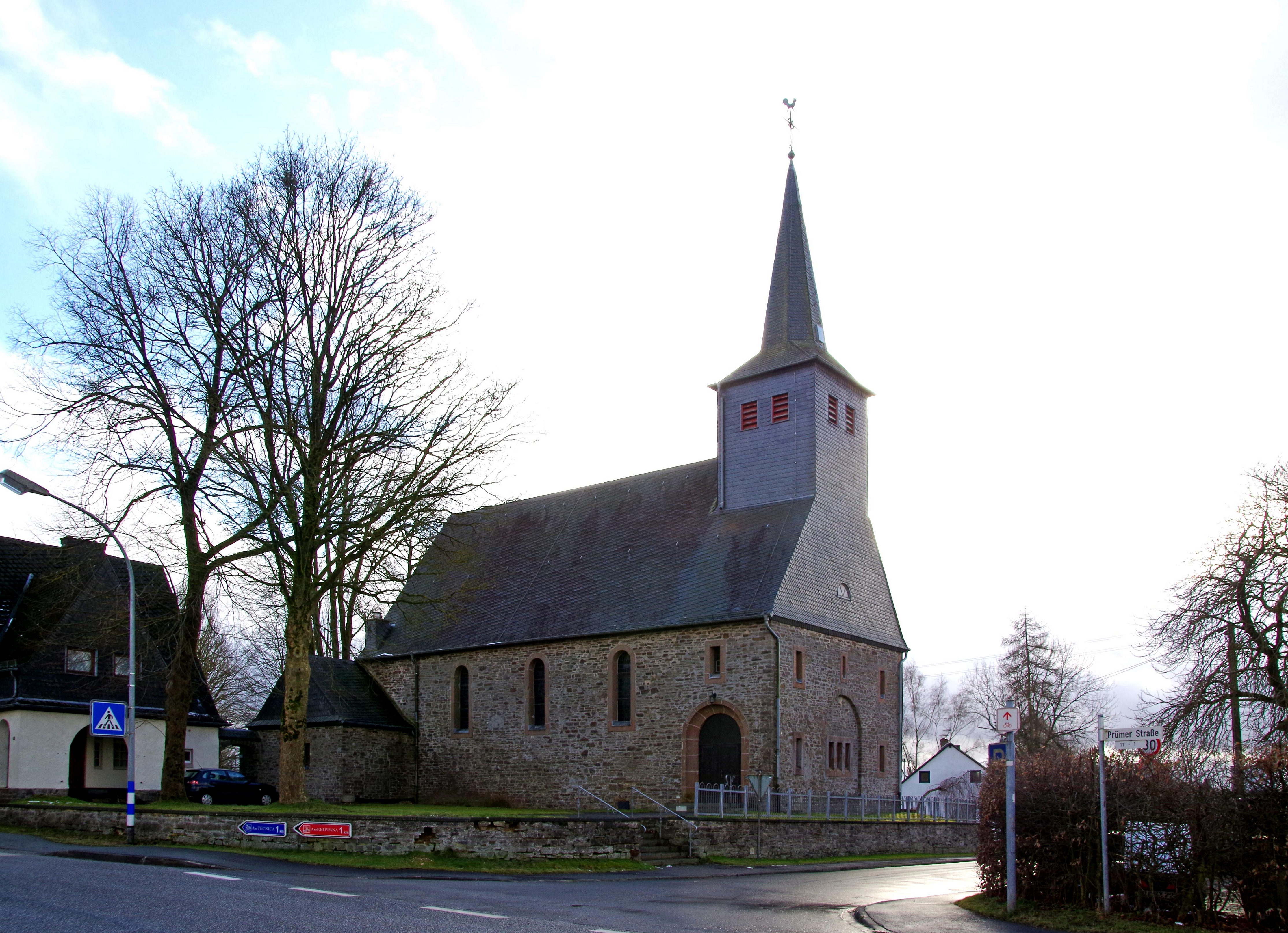
Kirche St. Michael

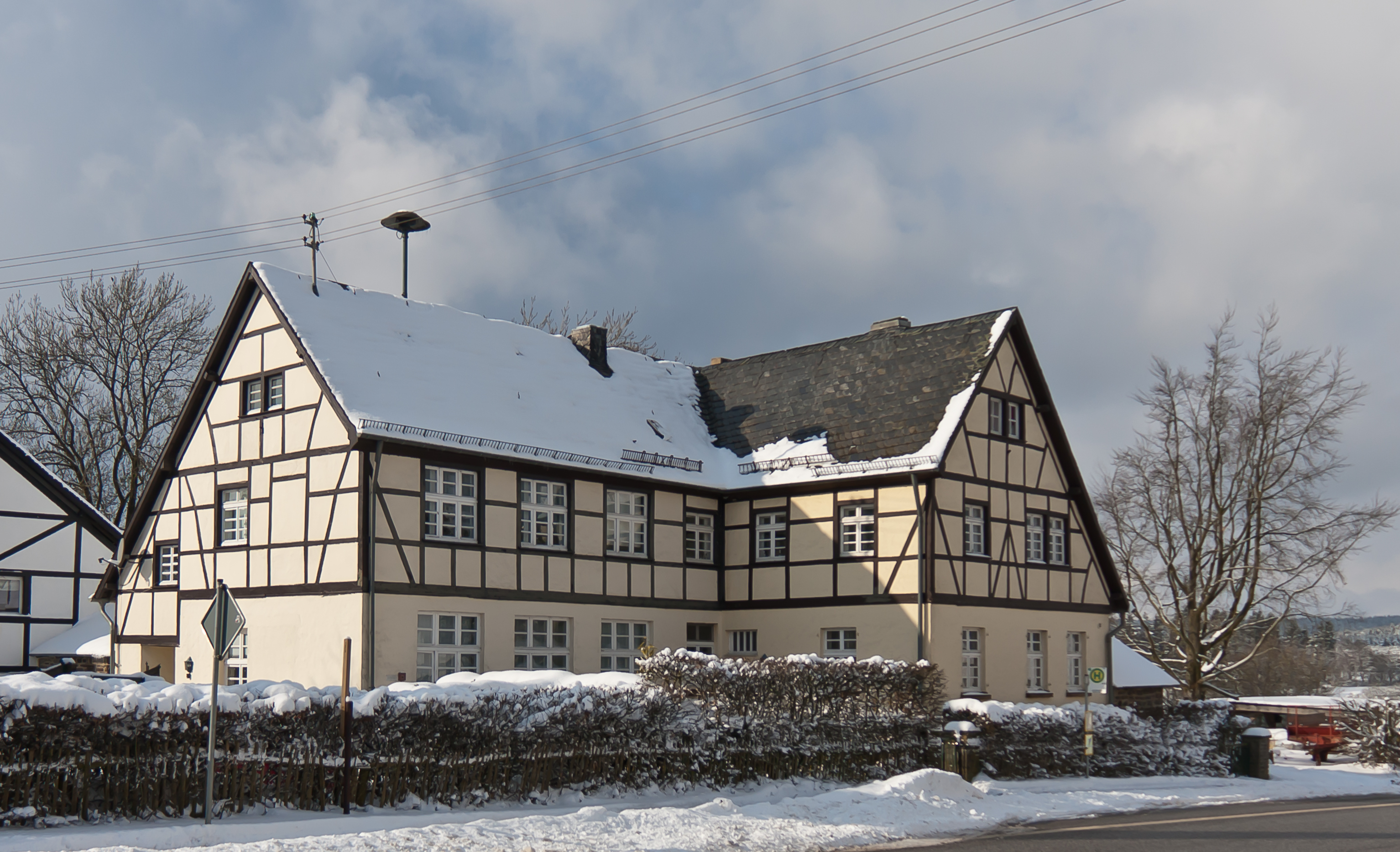
Ehemalige Volksschule Losheim

Im Ort steht die katholische Pfarrkirche St. Michael, die von 1923 bis 1924 samt Pfarrhaus nach Entwürfen des preußischen Regierungsbaurats Arthur Kickton errichtet wurde. Vor der Abtrennung des Kreises Malmedy von Deutschland infolge des Vertrags von Versailles gehörte die Gemeinde zum Kirchspiel des nun belgischen Manderfeld und besaß nur eine kleine Kapelle. Der Neubau bot 180 Sitzplätze. Die äußeren Wände der Kirche sind mit Bruchsteinen aus einem nahe gelegenen Steinbruch ausgeführt, das Pfarrhaus ist verputzt. Beide Gebäude sind mit Schiefer gedeckt. St. Michael gehört zum Bistum Aachen.
Losheim besaß von 1861 bis 1968 eine eigene Schule, das Schulgebäude steht unter Denkmalschutz.

## Verkehr

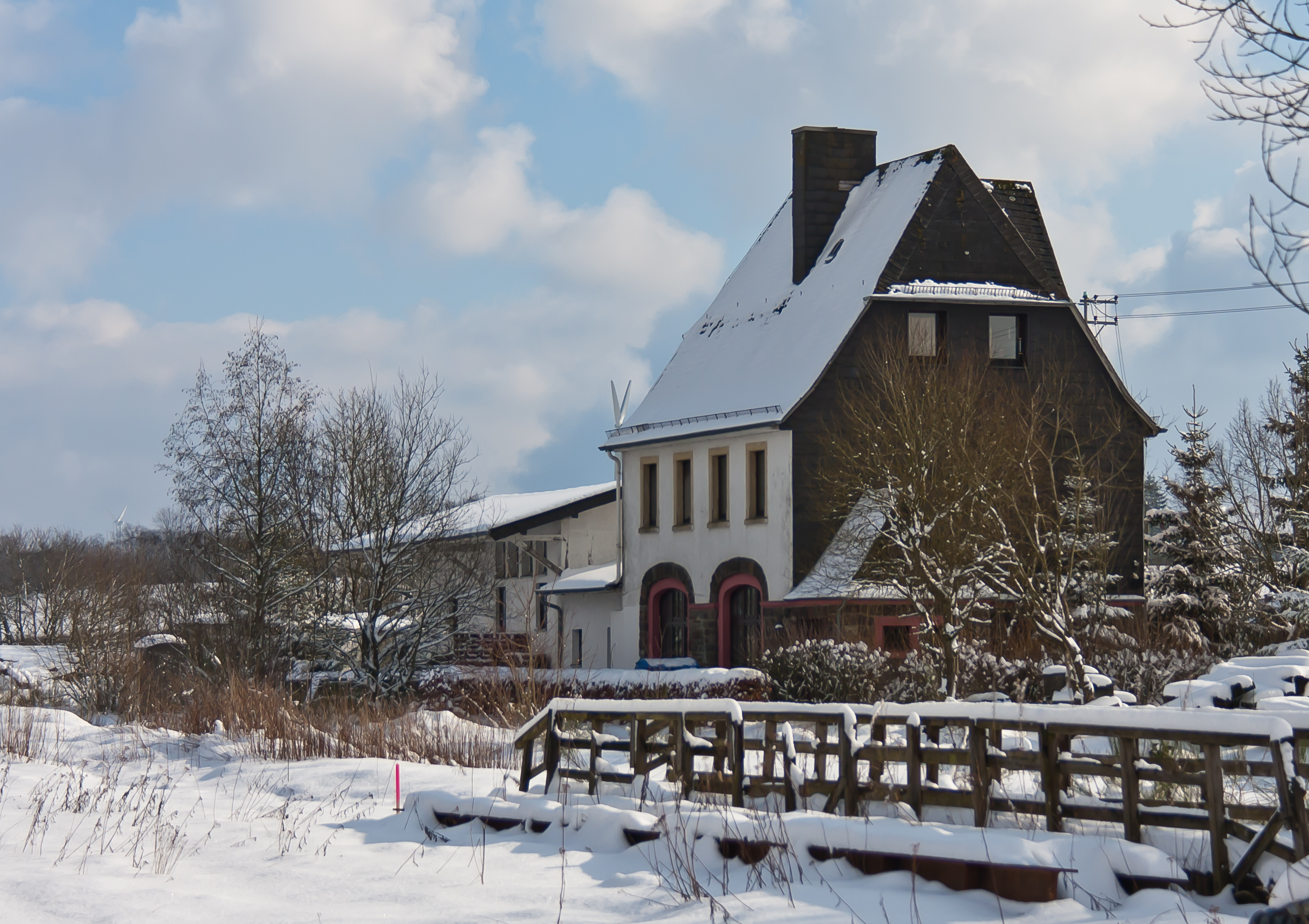
Ehemaliger Bahnhof Losheim (Eifel)

Der Ortsteil Losheim liegt etwa 15 Kilometer südwestlich des Hauptortes Hellenthal. Durch den Ort führt die B 265, am südlichen Ortsrand (am Ardenner Cultur Boulevard) zweigt die B 421 nach Stadtkyll ab. Losheim liegt direkt an der Staatsgrenze zu Belgien. 
Südlich von Losheim führte bis 2004 die seitdem abgebaute Vennquerbahn aus Jünkerath über die belgische Grenze nach Waimes (Vennbahn) und weiter nach Malmedy. 
Die Trasse der Vennquerbahn wurde bis zum Frühjahr 2015 zu einem Wander- und Radverkehrsweg umgebaut (RAVeL-Netz-Linie 45a Waimes-Jünkerath), mit Anschluss sowohl in Weywertz an die Vennbahnstrecke als auch in Jünkerath an das deutsche Radwegenetz.
Die VRS-Buslinie 839 der RVK verbindet den Ort, überwiegend als TaxiBusPlus nach Bedarf, mit seinen Nachbarorten und mit Hellenthal.
| Linie | Verlauf |
| ----- | --- |
| 839   | MiKE (außer im Schülerverkehr): Hellenthal Busbf – Platiß – (Unterpreth –) Hollerath – Ramscheid – Ramscheiderhöhe – (Miescheid –) Udenbreth – Losheimergraben – Losheim – Kehr |

Bis Ende Juli 2011 fuhr außerdem an einigen Wochentagen die Fernbuslinie 429 (Trier – Aachen), bis 2021 verkehrte außerdem an Wochenenden von April bis Oktober die Fahrradbuslinie 771 von Schmidtheim nach Hellenthal und zurück.